# Măguri-Răcătău (gmina)
Măguri-Răcătău – gmina w Rumunii, w okręgu Kluż. Obejmuje miejscowości Măguri, Măguri-Răcătău i Muntele Rece. W 2011 roku liczyła 2242 mieszkańców.